# Edwige Pitel
Edwige Pitel (Dinan, 4 de junho de 1967) é uma duatleta e ciclista profissional francesa.
Ganhou três medalhas no Campeonato Mundial de Duatlo entre os anos 1998 e 2003, e duas medalhas no Campeonato Europeu de Duatlo nos anos 2002 e 2003. Ademais obteve duas medalhas no Campeonato Mundial de Duatlo de Longa Distância nos anos 2000 e 2002.

## Biografia

### Tardia entrada como desportista profissional e destacando no duatlo
Depois de destacar como amador na disciplina de duatlo ganhando o Campeonato da Europa em 1996, começou a ser profissional em 1997 com 29 anos conseguindo em 1998 o subcampeonato do mundo da disciplina e em 2003 o Campeonato do Mundo. Ademais, em 2000, foi também campeã do mundo de duatlón em longa distância e três vezes (1998, 2003 e 2005) campeã de France. Outras provas importantes que venceu foi o Campeonato do Mediterrâneo (2001) e a Provenza em Road Racing (2002).
A destacar que no Campeonato do Mundo de Longa Distância de 2001, onde ficou quarta, coincidiu com outras desportistas que posteriormente também seriam destacadas ciclistas profissionais como Karin Thurig (ganhadora) e Christiane Soeder (terceira).

### Ciclista profissional
Começou a compartilhar o duatlo com no ciclismo de estrada em 2001 onde já começou a destacar ganhando a Chrono des Nations. O seus resultados apenas eram destacados a nível nacional até que em 2005 foi 2.ª na Grande Boucle (que naquela época era amador) onde ademais ganhou uma etapa, foi 5.ª no Souvenir Magali Pache Lausanne e 12.ª no Campeonato do Mundo Contrarrelógio o que a deu acesso a uma equipa profissional face ao 2006. Por outra parte no 2004 participou nos Jogos Olímpicos de Atenas tanto na especialidad de rota como contrarrelógio.
Seu grande rival durante a década de 2000 a nível nacional foi a também veterana Jeannie Longo que com 9 anos mais que ela a costumava ganhar nos campeonatos nacionais. Dita rivalidade foi em aumento quando o marido de Longo treinou a Pitel durante o 2007, devido a isso foi interrogada para esclarecer um suposto dopagem por EPO de Longo.

## Medalheiro internacional
| Campeonato Mundial | Campeonato Mundial           | Campeonato Mundial | Campeonato Mundial |
| Ano                | Lugar                        | Medalha            | Prova              |
| ------------------ | ---------------------------- | ------------------ | ------------------ |
| 1998               | Sankt Wendel ( Alemanha)     | Medalha de prata   | Individual         |
| 2002               | Alpharetta ( Estados Unidos) | Medalha de bronze  | Individual         |
| 2003               | Affoltern ( Suíça )          | Medalha de ouro    | Individual         |
| Campeonato Europeu |                              |                    |                    |
| Ano                | Lugar                        | Medalha            | Prova              |
| 2002               | Zeitz ( Alemanha)            | Medalha de bronze  | Individual         |
| 2003               | Varallo ( Itália)            | Medalha de ouro    | Individual         |

| Campeonato Mundial | Campeonato Mundial        | Campeonato Mundial | Campeonato Mundial |
| Ano                | Lugar                     | Medalha            | Prova              |
| ------------------ | ------------------------- | ------------------ | ------------------ |
| 2000               | Pretoria ( África do Sul) | Medalha de ouro    | Individual         |
| 2002               | Weyer ( Áustria)          | Medalha de prata   | Individual         |

## Palmarés

### Duatlo
- 1996 (como amador)[6]
  - Campeonato Europeu

- 1997
  - 2.ª no Campeonato do Mundo

- 1998
  - Campeonato da França

- 2000
  - Campeonato Mundial de Longa Distância

- 2003
  - Campeonato da França 
  - Campeonato Mundial

- 2005
  - Campeonato da França

### Ciclismo
- 2002 (como amador)[7]
  - 2.ª Campeonato da França em Estrada 
  - 3.ª Campeonato da França Contrarrelógio

- 2003 (como amador)[6]
  - 2.ª no Campeonato da França Contrarrelógio

- 2004 (como amador)[8]
  - 3.ª no Campeonato da França Perseguição 
  - Campeonato da França Contrarrelógio  
  - Chrono des Nations

- 2005 (como amador)[8]
  - Campeonato da França em Estrada  
  - 2.ª na Grande Boucle, mais 1 etapa[9]
  - 1 etapa do Tour Féminin em Limousin
  - Chrono des Nations
  - GP International Féminin 'Lhes Forges'

- 2006
  - 2.ª no Campeonato da França Contrarrelógio

- 2007
  - Campeonato da França em Estrada  
  - 3.ª no Campeonato da França Contrarrelógio

- 2008
  - 3.ª no Campeonato da França em Estrada 
  - 3.ª no Campeonato da França Contrarrelógio 
  - Campeonato da França Scratch

- 2009 (como amador)[8]
  - Mount Hood Classic, mais 2 etapas
  - 2.ª no Campeonato da França em Estrada

- 2010
  - 2.ª no Campeonato da França Contrarrelógio

- 2012 (como amador)[8]
  - 3.ª no Campeonato da França em Estrada 
  - Memorial Davide Fardelli

- 2016
  - Campeonato da França em Estrada  
  - 2.ª no Campeonato da França Contrarrelógio 
  - 1 etapa do Tour Cycliste Féminin International de l'Ardèche

## Resultados em Grandes Voltas e Campeonatos do Mundo
Durante sua corrida desportiva tem conseguido os seguintes postos nas Grandes Voltas femininas e nos Campeonatos do Mundo em estrada:
| Corrida                | 2004 | 2005 | 2006 | 2007 | 2008 | 2009 | 2010 | 2011 | 2012 | 2013 | 2014 | 2015 | 2016 | 2017 | 2018 | 2019 |
| ---------------------- | ---- | ---- | ---- | ---- | ---- | ---- | ---- | ---- | ---- | ---- | ---- | ---- | ---- | ---- | ---- | ---- |
| Giro d'Italia          | -    | -    | -    | -    | -    | -    | 11.ª | -    | -    | 21.ª | 21.ª | -    | -    | -    | -    | -    |
| Tour de l'Aude         | -    | 10.ª | 12.ª | -    | -    | -    | 20.ª | X    | X    | X    | X    | X    | X    | X    | X    | X    |
| Grande Boucle          | -    | X    | 2.ª  | -    | -    | -    | X    | X    | X    | X    | X    | X    | X    | X    | X    | X    |
| Mundial em Estrada     | 23.ª | -    | -    | 21.ª | 54.ª | 26.ª | 18.ª | -    | 37.ª | 34.ª | -    | -    | -    | -    | 38.ª | -    |
| Mundial Contrarrelógio | 20.ª | 12.ª | -    | -    | 26.ª | -    | -    | -    | 12.ª | -    | -    | -    | -    | -    | -    | -    |

-: não participa

X: edições não celebradas

## Equipas
- Bianchi Aliverti Kookai (2006)[10]
- Team Uniqa (2007)
- Team Pro Féminin Lhes Carroz (2008)
- LipSmacker Professional Women's Cycling Team (amador) (2009)
- S.C. Michela Fanini Record Rox (2010)
- Vienne Futuroscope (2011)
- Team Vita Classica (amador) (2012)
- S.C. Michela Fanini-Rox (2013-[11] 2017)
- Cogeas-Mettler (07.2018-)